# Prosèrpina
En la mitologia romana, Prosèrpina (llatí: Prōserpĭna, adaptació del grec Περσεφόνη, Persephonē, per via de l'etrusc, influïda potser pel llatí prōserpĕre, 'emergir') era la deessa dels Inferns, esposa de Plutó i filla Ceresi Júpiter. Es tracta de l'equivalent romà de Persèfone, que els romans haurien assimilat a Líbera, una deessa agrària que presidia la germinació. També era una deessa de la vida, la mort i la resurrecció.
El seu culte es va introduir oficialment al costat del de Dis Pater (assimilat a Hades), cap al 249 aC. Aquell any es van celebrar uns Jocs Tarentins, no tant per la ciutat de Tarent com per un lloc a tocar el Camp de Mart anomenat Tarentum. Sobre aquest lloc s'explicava la següent tradició, transmesa per Valeri Màxim: en una ocasió, es va produir una mena de miracle relacionat amb el guariment de tres nens; es tractava dels fills d'un sabí de la gens Valèria. Aquest home va pregar als déus familiars oferint la pròpia vida a canvi de la dels infants, i llavors va sentir una veu que li deia que els portés a Tarentum, cosa que Valeri va interpretar com la ciutat de Tarent, al sud de la península italiana, cosa que li representava un gran enuig, i que els donés per beure aigua del Tíber escalfada en un altar dedicat a Dis Pater i a Prosèrpina, deïtats del món subterrani. Va emprendre el viatge cap al sud, i al sortir de la ciutat pel camp de Mart, va acampar en un meandre del Tíber. L'endemà va preguntar als habitants de la comarca com es deia el lloc, i li van respondre Tarentum. Comprenent el sentit de l'oracle, Valeri va agafar aigua del riu i la va donar als seus fills seguint les instruccions, i van sanar immediatament, però després es van quedar adormits. En despertar-se van explicar que una figura se'ls havia aparegut en somnis demanant que s'oferís un sacrifici a Dis Pater i a Prosèrpina en aquell lloc. El pare va començar a cavar per preparar els fonaments d'un altar i es va trobar amb una pedra on hi havia una inscripció en honor de les dues divinitats. Es va oferir el sacrifici demanat i a més es van celebrar uns jocs que van durar tres dies, els Jocs Seculars. Aquest altar de Tarent tenia una especial importància en la celebració dels Jocs.

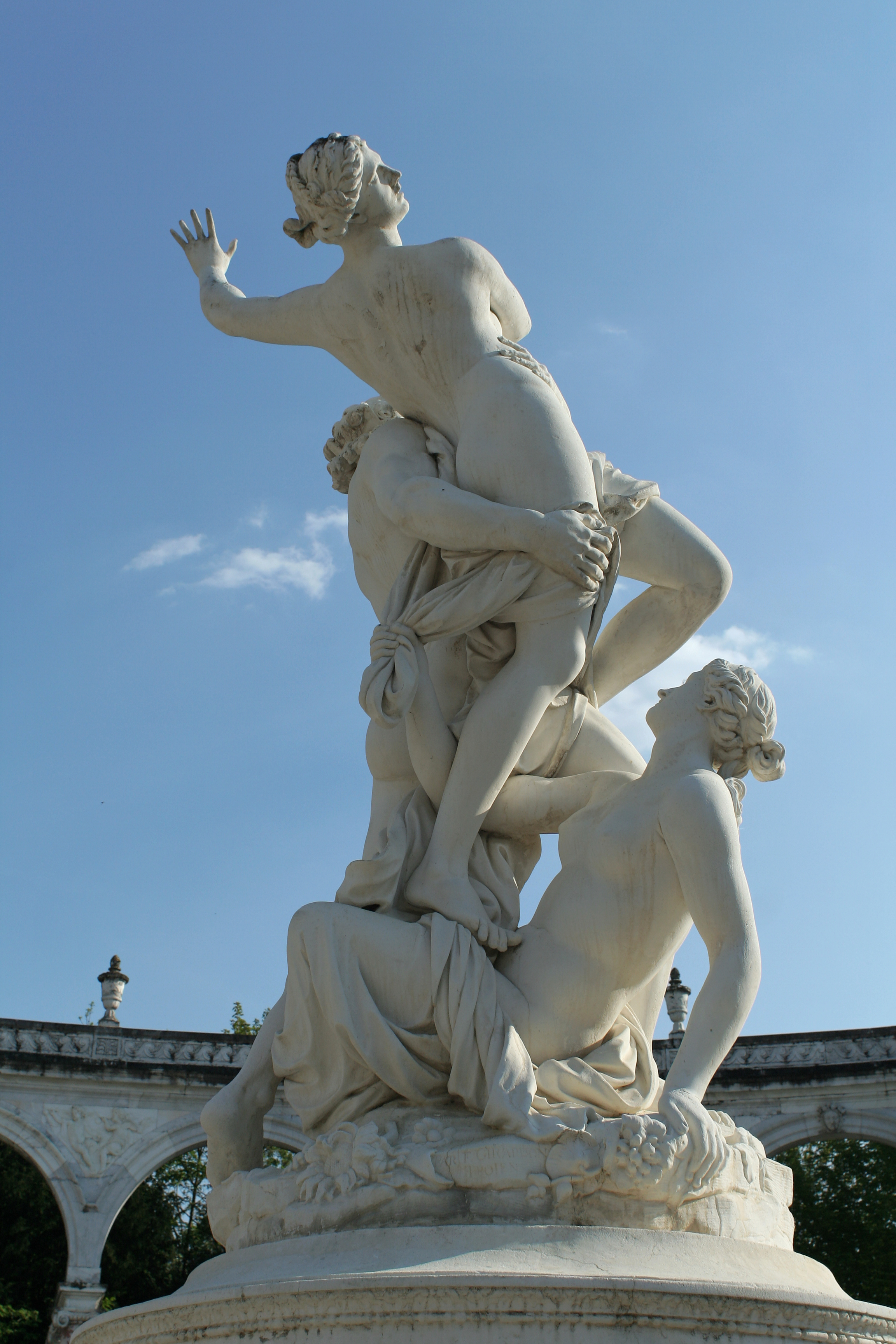
Plutó rapta Prosèrpina, François Girardon, Parc de Versalles

Venus, per tal que Plutó tingués amor, va enviar el seu fill Eros a disparar-li una de les seves fletxes, per fer-lo enamorar de la primera noia que veiés. Prosèrpina estava en un llac de Sicília, on es banyava i jugava amb les nimfes Plutó va sortir del volcà Etna i va raptar-la per casar-se amb ella i viure junts a l'inframon. Així doncs, Prosèrpina va esdevenir la reina dels Inferns.
Ceres, la seva mare, deessa dels cereals o de la Terra, en veure que Prosèrpina havia desaparegut, va marxar a buscar-la per tots els racons del món. Desesperada i enfurismada, va aturar el creixement de les plantes i convertia en sorra tot el que trepitjava.
Júpiter va manar a Plutó que alliberés a Prosèrpina. Ell el va obeir, però abans que marxés va demanar-li que mengés sis llavors de magrana (un símbol de fidelitat en el matrimoni), i així hauria de passar obligatòriament sis mesos amb ell a l'inframon, i la resta de l'any amb la seva mare.
Aquest mite explica el fenomen de la primavera: quan Prosèrpina roman amb la seva mare, Ceres decora la terra amb flors de benvinguda i fa créixer les plantes i les collites, però quan a la tardor marxa amb Plutó, es perden els colors de la natura, ja que Ceres es dedica únicament a buscar la seva filla.
El seu mite és molt semblant al d'Orfeu i Eurídice: una dona atrapada al subsòl, algú que la va a rescatar, ella que menja un fruit (magrana en aquest cas), que l'obliga a quedar-se als inferns. Tot plegat és un acte final per explicar el pas de les estacions.
La història va inspirar Pasqual Mas i Usó per escriure Prosèrpina, obra estrenada per la companyia Xarxa Teatre al Teatre romà de Mèrida l'any 2009.